# Nordre Aker
Nordre Aker er en administrativ bydel i Oslo. Den har 52.327 indbyggere (2020) og et areal på 13,6 km². Bydelen strækker sig fra Trondheimsveien i øst til Sognsvannsbekken i vest, og fra Badebakken i syd til Solemskogen i nord.

## Områder
- Blindern
- Ullevål
- Gaustad
- Sogn
- Nordberg
- Kringsjå
- Korsvoll
- Berg
- Tåsen
- Nydalen
- Storo
- Grefsen
- Disen
- Kjelsås.

## Eksterne Henvisninger
- Nordre Aker bydel Arkiveret 6. februar 2015 hos  Wayback Machine